# 横浜地方裁判所
横浜地方裁判所（よこはまちほうさいばんしょ）は、神奈川県横浜市にある日本の地方裁判所の一つで、神奈川県を管轄している。略称は、横浜地裁（よこはまちさい）。相模原、川崎、横須賀、小田原に支部を置いている。本庁のほか、相模原支部（相模原市中央区）、川崎支部（川崎市川崎区）、横須賀支部（横須賀市）、小田原支部（小田原市）の4つの支部を横浜家庭裁判所との地家裁支部として設置している。
管内には、横浜簡易裁判所（横浜市中区）、神奈川簡易裁判所（同神奈川区）、保土ケ谷簡易裁判所（同保土ケ谷区）、川崎簡易裁判所（川崎市川崎区）、相模原簡易裁判所（相模原市）、横須賀簡易裁判所（横須賀市）、小田原簡易裁判所（小田原市）、鎌倉簡易裁判所（鎌倉市）、藤沢簡易裁判所（藤沢市）、平塚簡易裁判所（平塚市）、厚木簡易裁判所（厚木市）の11の簡易裁判所が設置されている。
管内に、横浜第一 - 第三、横須賀、小田原の5つの検察審査会も設置されている。

## 沿革
- 明治5年8月 - 神奈川裁判所設置。神奈川県庁内に置かれた。
- 明治8年1月 - 横浜山田町1丁目の新営庁舎に移転。
- 明治9年9月 - 横浜裁判所に改称。
- 明治10年6月 - 現在の横浜市中区北仲通5丁目の元フランス公使館に移転。
- 明治14年 - 検事局を設置。
- 明治15年1月 - 横浜始審裁判所に改称。
- 明治23年3月 - 現在の横浜市中区北仲通5丁目11番地の新営庁舎に移転。
- 明治23年11月 - 横浜地方裁判所に改称。
- 大正12年9月1日 - 関東大震災により、庁舎が倒壊焼失。当時所内にいた裁判官、弁護士、訴訟関係者ら108名が圧焼死。
- 大正14年10月 - 現在の横浜市中区日本大通9番地の旧横浜生糸検査所に移転。
- 大正16年2月 ‐ 横浜商品倉庫の爆発により、2号法廷で開廷中の囚人2名が騒ぎに紛れて脱走[1]
- 昭和5年8月 - 庁舎新設。新館は裁判所が用い、旧館は検事局が利用した。
- 昭和22年5月 - 検事局が分離。庁舎が占領軍に接収され横浜市中区日本大通35番地の仮庁舎に移転。
- 昭和25年4月13日 - 接収仮解除により旧庁舎が返還され業務開始。
- 平成6年 - 相模原支部開設（札幌地裁 苫小牧支部と共に平成になってから人口増に伴って新設された支部である。）
- 平成13年7月 - 新庁舎が完成（地下2階、地上13階建て）。

## 建物
旧建物は1929年（昭和4年）の竣工で、神奈川県庁のデザインを参考にしたとされる。
- 竣工 - 昭和4年
- 構造 - RC造
- 規模 - 地上4階建
- 設計者 - 大蔵省営繕管財局
- 施工者 - 大倉土木

横浜市認定歴史的建造物として認定されている。
現在の建物は、2001年に新築されたものである。景観に配慮し、近隣の横浜第二合同庁舎と同様、中央に高層棟、周囲に旧建物の外観を復元した低層棟を配した造りとなっている。この際に旧建物の陪審法廷が桐蔭横浜大学内に移築されている。

## 所在地
- 本庁: 神奈川県横浜市中区日本大通9　北緯35度26分47.9秒 東経139度38分30秒 / 北緯35.446639度 東経139.64167度
横浜高速鉄道みなとみらい線 日本大通り駅下車　徒歩1分
JR根岸線、横浜市営地下鉄ブルーライン 関内駅下車　徒歩約10分
- 川崎支部: 神奈川県川崎市川崎区富士見一丁目1-3  北緯35度31分46.4秒 東経139度42分27.7秒 / 北緯35.529556度 東経139.707694度
JR東海道本線、京浜東北線、南武線 川崎駅から教育文化会館までバス約10分・徒歩1分
京浜急行電鉄本線、大師線 京急川崎駅下車　徒歩約10分
- 相模原支部: 神奈川県相模原市中央区富士見六丁目10-1　北緯35度34分8.7秒 東経139度22分32.9秒 / 北緯35.569083度 東経139.375806度
JR横浜線 相模原駅からウェルネスさがみはら前までバス約10分・徒歩1分
- 横須賀支部：神奈川県横須賀市新港町1-9　北緯35度16分55.0秒 東経139度40分32.8秒 / 北緯35.281944度 東経139.675778度
京浜急行電鉄本線 横須賀中央駅下車　徒歩8分
- 小田原支部: 神奈川県小田原市本町一丁目7-9　北緯35度14分59.3秒 東経139度9分31秒 / 北緯35.249806度 東経139.15861度
JR東海道新幹線、JR東海道本線、小田急電鉄小田原線、小田急箱根鉄道線、伊豆箱根鉄道大雄山線 小田原駅下車　徒歩10分

## 管轄
本庁

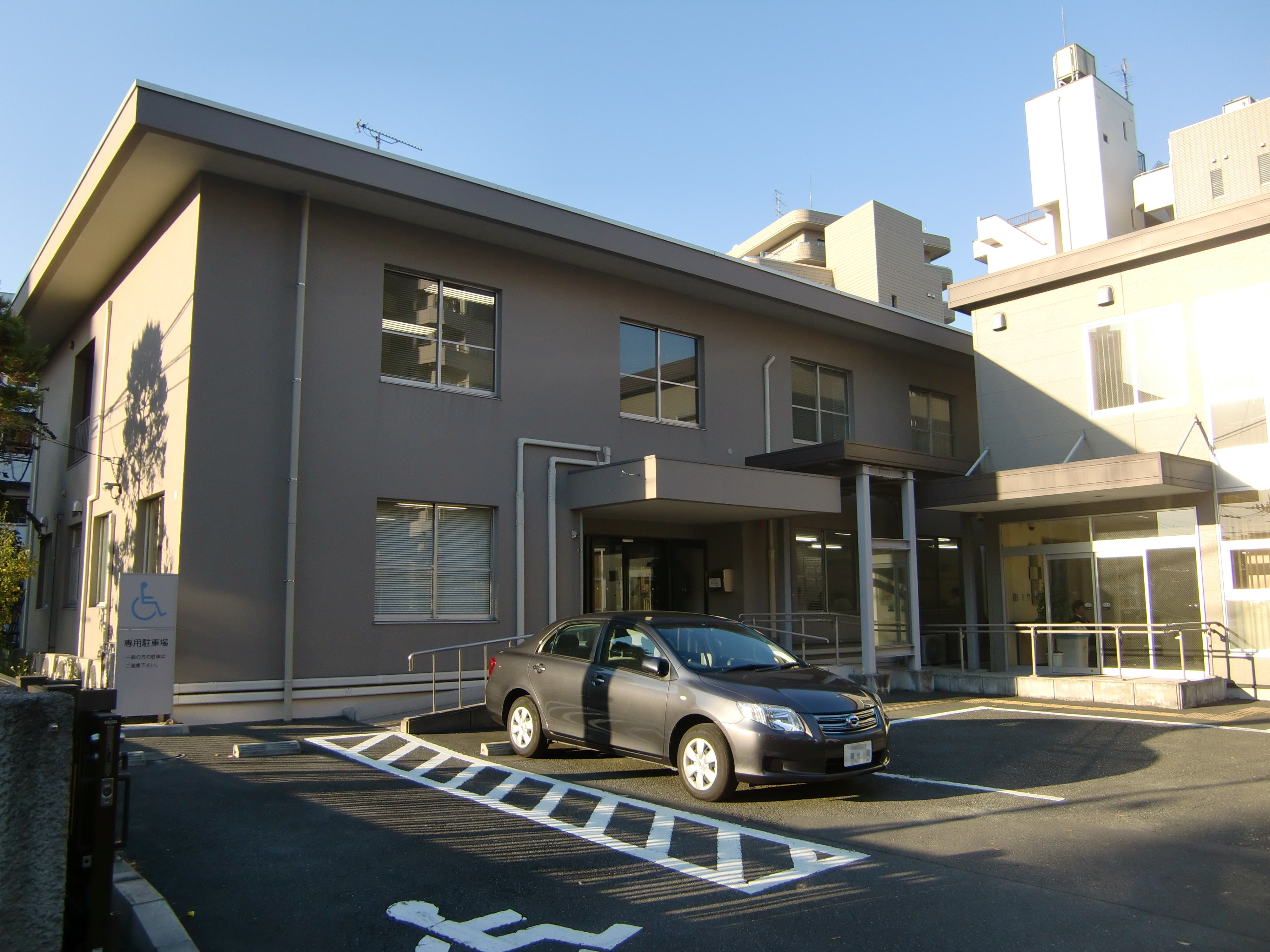
神奈川簡裁

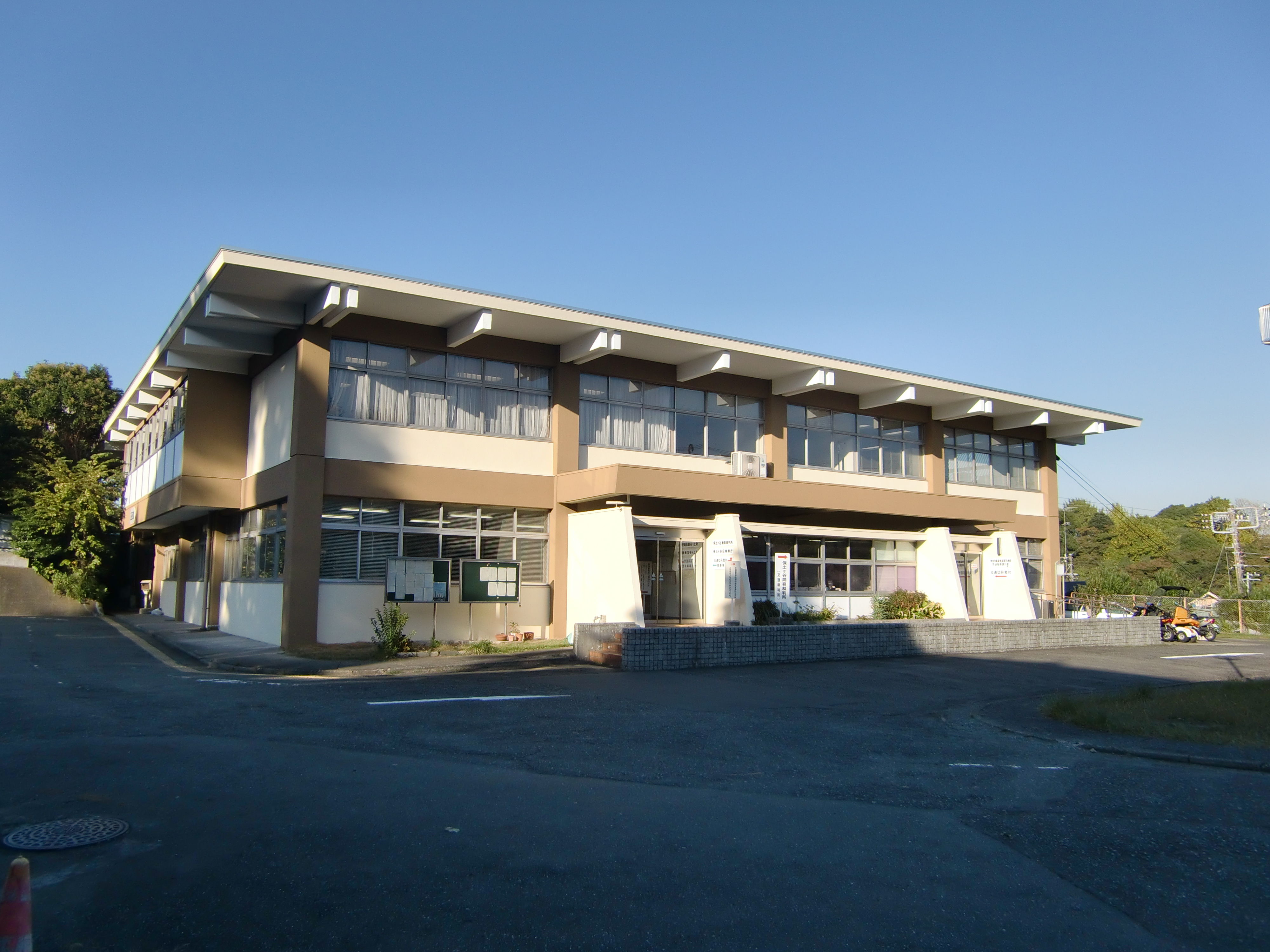
保土ヶ谷簡裁

- 横浜市、鎌倉市、藤沢市、茅ヶ崎市、大和市、海老名市、綾瀬市、高座郡寒川町
  - 横浜簡裁（本庁と併設）
    - 横浜市のうち、中区、南区、磯子区、金沢区、港南区

  - 神奈川簡裁（神奈川区西神奈川一丁目11-1）
    - 横浜市のうち、鶴見区、神奈川区、港北区、緑区、青葉区、都筑区

  - 保土ケ谷簡裁（保土ケ谷区岡沢町239番地）
    - 横浜市のうち保土ケ谷区、西区、旭区、瀬谷区

  - 鎌倉簡裁（鎌倉市由比ガ浜二丁目23-22）
    - 横浜市のうち戸塚区、栄区、泉区と鎌倉市

  - 藤沢簡裁（藤沢市朝日町1-8）
    - 藤沢市、茅ケ崎市、大和市、海老名市、綾瀬市、高座郡

相模原支部（相模原簡裁を併設）
- 相模原市、座間市

川崎支部（川崎簡裁を併設）
- 川崎市

横須賀支部（横須賀簡裁を併設）
- 横須賀市、逗子市、三浦市、三浦郡葉山町

小田原支部
- 小田原市、秦野市、南足柄市、足柄上郡中井町、大井町、松田町、山北町、開成町、足柄下郡箱根町、真鶴町、湯河原町、平塚市、中郡大磯町、二宮町、厚木市、伊勢原市、愛甲郡愛川町、清川村
  - 平塚簡裁
    - 平塚市、大磯町、二宮町

  - 小田原簡裁
    - 小田原市、秦野市、南足柄市、中井町、大井町、松田町、山北町、開成町、箱根町、真鶴町、湯河原町

  - 厚木簡裁
    - 厚木市、伊勢原市、愛川町、清川村

※ただし、行政事件、相模原支部管内の合議事件は本庁でそれぞれ取り扱う。
※小田原支部管内の裁判員の参加する刑事裁判は同支部で行う。

## 歴代所長
（カッコ内は異動先）
- 関根小郷（ - 1963年7月 最高裁判所事務総長）
- 村上朝一（1963年8月 - 1965年9月 東京高等裁判所部総括判事）
- 千葉和郎（1982年 - 1983年　東京家庭裁判所所長）
- 野崎幸雄（1990年8月 - 1992年3月 仙台高等裁判所長官）
- 藤井正雄（1992年3月 - 1994年3月 大阪高等裁判所長官）
- 佐藤歳二（1999年 - 2001年 依願退官、早稲田大学法学部特任教授、司法協会理事長、TMI総合法律事務所顧問弁護士）
- 仁田陸郎（2001年4月 - 2002年6月 札幌高等裁判所長官）
- 吉本徹也（2002年6月 - 2004年9月 高松高等裁判所長官）
- 浅生重機（2004年9月 - 2006年12月 依願退官）
- 佐藤久夫（2006年12月 - 2007年12月 札幌高等裁判所長官）
- 安倍嘉人（2007年12月 - 2009年3月 福岡高等裁判所長官）
- 吉戒修一（2009年3月 - 2010年6月 東京地方裁判所所長）
- 大坪丘（2010年6月 - 2012年3月 定年退官、大東文化大学法務研究科特任教授、中央建設工事紛争審査会委員、弁護士）
- 倉吉敬（2012年3月 - 2013年6月 仙台高等裁判所長官）
- 市村陽典（2013年6月 - 2015年4月 仙台高等裁判所長官）
- 奥田隆文（2015年4月 - 2016年6月 定年退官、森・濱田松本法律事務所客員弁護士）
- 富田善範（2016年6月 - 2017年12月 定年退官、弁護士）
- 植村稔（2017年12月 - 2018年9月 札幌高等裁判所長官）
- 杉原則彦（2018年9月 - 2020年12月 東京家庭裁判所長)
- 團藤丈士（2020年12月 - 2022年4月 名古屋高等裁判所長官)
- 足立哲（2022年4月 - 現職)